# تاريخ وثقافة الرضاعة الطبيعية
يؤثر تاريخ وثقافة الرضاعة الطبيعية على الاتجاهات الاجتماعية والطبية والقانونية للرضاعة الطبيعية وهي القيام بتغذية الطفل على حليب الثدى مباشرة من الثدى إلى فم الطفل، ومن الممكن أن تقوم بها أم الرضيع بنفسها أو من تحل محلها وتسمى عادة المرضعة، والرضاعة الطبيعية هي الوسيلة الطبيعية التي يتلقى من خلالها الطفل الرضيع الغذاء.
في معظم المجتمعات يكون إرضاع الأم لأطفالها الطريقة الأكثر رواجًا وراحة وفعالية من حيث التكلفة لإطعام الأطفال. ولكن في بعض الحالات لا تستطيع الأم أن ترضع طفلها بأن تكون على سبيل المثال توفيت أوصبحت في حالة صحية سيئة أو لأى سبب يمنعها من إرضاع طفلها. وقبل توفر حليب الأطفال الصناعى وفي حالة عدم وجود مرضعة على الفور كان من الممكن أن يموت الطفل، لذا كان معدل وفيات الأطفال الرضع مرتفعًا. وقد كانت المرضعات جزئاَ طبيعياَ من المجتمع، على الرغم من اختلاف المواقف الأجتماعية تجاه المرضعات وكذلك حالة المرضعات الاجتماعية.

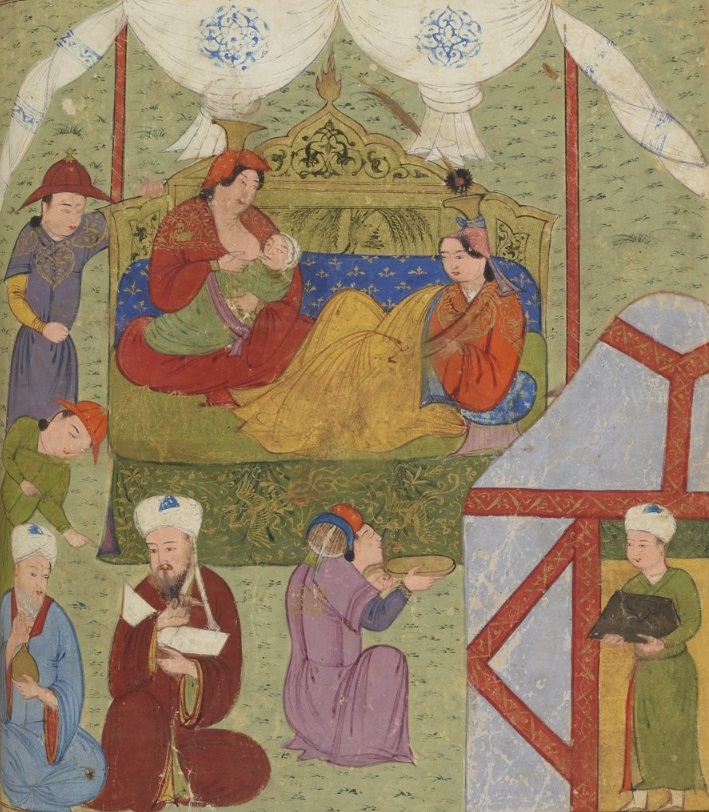
الأمير الخان غازان أثناء إرضاعه

وكانت فكرة الرضاعة الطبيعية نفسها تعتبر شائعة؛ وشائعة جداً لدرجة أن تقوم بها الأسر الملكية، حتى في المجتمعات القديمة حيث كان يتم توظيف مرضعة من قبل الأسر الحاكمة لترضع أطفالهم.
وانتشر هذا الأمر خاصة في غرب أروبا حيث كان أطفال السيدات النبيلات تتم رعايتهم من قبل المرضعات. وكانت السيدات من الطبقة الأقل ترضع أطفالها بنفسها وتلجأ للمرضعة فقط إذا كانت غير قادرة على إرضاع طفلها.
كانت هناك محاولات في القرن الخامس عشر لاستخدام حليب الأبقار والأغنام كبديل للرضاعة الطبيعية؛ ولكن هذه المحاولات لم تنجح، وفي القرن الثامن عشر قُدم خليط الدقيق أو الحبوب مع المرق على أنه بديل للرضاعة الطبيعية ولكن هذا أيضًا لم ينجح. حتى منتصف القرن التاسع عشر حين ظهر الحليب الصناعى المطور وأصبح بديلًا عن المرضعة وعن الرضاعة الطبيعية.
وفي بدايات القرن العشرين أصبح ينظر إلى الرضاعة الطبيعية بصورة سلبية، حيث كانت تعتبر ممارسة متدنية الطبقة وغير حضارية. ولهذا تزايد استخدام الحليب الصناعى وتسارعت وتيرته بعد الحرب العالمية الثانية.
ثم شهدت الرضاعة الطبيعية انتعاشًا من فترة الستينات فصاعدًا استمر ذلك حتى العشرينات من القرن الحالى، على الرغم من أن المواقف السلبية استمرت حتى التسعينيات.